# Anteprojeto para a construção de Brasília de 1927
O anteprojeto para a construção de Brasília de 1927 foi elaborado por um autor não identificado.
Com a colocação da Pedra Fundamental da Nova Capital por parte do então presidente Epitácio Pessoa em 1922, ocorreu uma valorização das terras ao redor da mesma, principalmente as de Planaltina.
Com isso, em 1927, foi divulgada um registro de imóveis de lotes em Planaltina, denominado Planópolis, baseado principalmente em indivíduos interessados em lucrar com a venda dos terrenos, sem interesse público. O centro do desenho remetia à uma estação ferroviária.